# ديفيد بنجامين لافي
ديفيد بنجامين لافي (بالإنجليزية: David Benjamin Levy)‏ هو عالم موسيقى أمريكي، ولد في 1950. وهو أستاذ الموسيقى بجامعة ويك فورست.